# Meiseldorf
Meiseldorf è un comune austriaco di 903 abitanti nel distretto di Horn, in Bassa Austria.